# الحسين بن محمد بن عبد المعين
الحسين بن محمد بن عبد المعين بن عون تولى أمارة الحجاز عام 1294هـ، قام ببعض الغزوات التي كتبت له فيها الظفر، توفي عام 1297هـ علي يد رجل أفغاني أغتاله غدراً وهو راكب على فرسه أوهمه أنه يريد تقبيل يده.

## نسبه
هو الحسين بن محمد بن عبد المعين بن عون بن محسن بن عبد الله بن الحسين بن عبد الله بن الحسن بن محمد أبو نمي الثاني بن بركات بن محمد بن بركات بن الحسن بن عجلان بن رميثة بن محمد أبو نمي الأول بن الحسن بن علي الأكبر بن قتادة بن ادريس بن مطاعن بن عبد الكريم بن عيسى بن الحسين بن سليمان بن علي بن عبد الله بن محمد  الثائر بن موسى الثاني بن عبد الله الرضى بن موسى الجون بن عبد الله المحض بن الحسن المثنى بن الحسن بن علي بن ابي طالب الحسني الهاشمي القرشي.
| المناصب السياسية                    | المناصب السياسية             | المناصب السياسية        |
| ----------------------------------- | ---------------------------- | ----------------------- |
| سبقه عبد الله بن محمد بن عبد المعين | أمراء الحجاز 1294هـ - 1297هـ | تبعه عبد المطلب بن غالب |